# Auterive (Gers)
Auterive è un comune francese di 547 abitanti situato nel dipartimento del Gers nella regione dell'Occitania.

## Società

### Evoluzione demografica
Abitanti censiti